# Eternal Flame (canción)
«Eternal Flame» es una canción de la banda estadounidense de rock The Bangles, incluida en su tercer álbum de estudio, Everything (1988). La compañía discográfica Columbia Records la publicó el 16 de enero de 1989 como el tercer sencillo del álbum. También figura en sus álbumes recopilatorios Greatest Hits (1990),Super Hits (2000),Eternal Flame, Best Of The Bangles (2001) y en The Essential Bangles (2004). Fue compuesta por Billy Steinberg, Tom Kelly y la vocalista Susanna Hoffs.
Tras su lanzamiento, consiguió reseñas positivas de la crítica musical, logrando la posición número uno en más de nueve países, incluyendo Australia, los Países Bajos, el Reino Unido y los Estados Unidos.

## Versiones oficiales
- «Eternal Flame» (versión para sencillo) - 3:13
- «Eternal Flame» (versión para álbum) - 3:37
- «Eternal Flame» (Blacksmith R'n'B Club Rub) - 3:54
- «Eternal Flame» (Love to Infinity Club Mix) - 7:14